# Canegrate
Canegrate es una localidad y comune italiana de la provincia de Milán, región de Lombardía, con 12.105 habitantes.

## Evolución demográfica
| Gráfica de evolución demográfica de Canegrate entre 1861 y 2001 |
|                                                                 |
| Fuente ISTAT - elaboración gráfica de Wikipedia                 |